# Jernej Kruder
Jernej Kruder (* 12. prosince 1990 Celje) je slovinský reprezentant ve sportovním lezení, vítěz Rock Masteru, světového poháru a vicemistr světa v boulderingu. Juniorský vicemistr světa a vítěz Evropského poháru juniorů v lezení na rychlost, závodil také v lezení na obtížnost.
Světových závodů ve sportovním lezení se účastní také jeho mladší sestra Julija (Julijana Kruder).

## Výkony a ocenění
- 2014-2018: nominace na prestižní závody Rock Master v italském Arcu, kde zvítězil v roce 2014
- 2018: vítěz světového poháru, navíc po dvanáctileté účasti

### Závodní výsledky
| Arco Rock Master | Arco Rock Master | Arco Rock Master | Arco Rock Master | Arco Rock Master | Arco Rock Master |
| Rok              | 2010             | 2014             | 2016             | 2017             | 2018             |
| ---------------- | ---------------- | ---------------- | ---------------- | ---------------- | ---------------- |
| Obtížnost        | 38*              | —                | (SP)             | (SP)             | (SP)             |
| Bouldering       | 16*              | 1                | 5                | 7                | 3                |

* v roce 2010 byla širší nominace jako příprava na nadcházející MS
| Mistrovství světa | Mistrovství světa | Mistrovství světa | Mistrovství světa | Mistrovství světa | Mistrovství světa | Mistrovství světa |
| Rok               | 2009              | 2011              | 2012              | 2014              | 2016              | 2018              |
| ----------------- | ----------------- | ----------------- | ----------------- | ----------------- | ----------------- | ----------------- |
| rychlost          | 37 31 (15 m)      | —                 | —                 | —                 | —                 | 35-36             |
| Bouldering        | 27-28             | 25-26             | 31-32             | 2                 | 11                |                   |

| Světový pohár       | Světový pohár        | Světový pohár        | Světový pohár       | Světový pohár                     | Světový pohár                                 | Světový pohár        | Světový pohár             | Světový pohár           | Světový pohár             | Světový pohár        | Světový pohár                  | Světový pohár |
| Rok                 | 2007                 | 2008                 | 2009                | 2010                              | 2011                                          | 2012                 | 2013                      | 2014                    | 2015                      | 2016                 | 2017                           | 2018          |
| ------------------- | -------------------- | -------------------- | ------------------- | --------------------------------- | --------------------------------------------- | -------------------- | ------------------------- | ----------------------- | ------------------------- | -------------------- | ------------------------------ | ------------- |
| Obtížnost           | 0                    | —                    | 65-67               | 0                                 | 0                                             | —                    | 0                         | —                       | —                         | 0                    | 55-56                          |               |
| jednotlivě*         | 37-38,-,-, -,-,-,-,- | —                    | 28,-,-, -,-,-       | 44,-,-, -,-,62                    | 42                                            | —                    | 44                        | —                       | —                         | 42                   | ,21,50,31,30,                  |               |
|                     |                      |                      |                     |                                   |                                               |                      |                           |                         |                           |                      |                                |               |
| Bouldering          | —                    | 64-67                | 33-36               | 15                                | 21                                            | 10                   | 11                        | 8                       | 21                        | 10                   | 9                              | 1             |
| jednotlivě* (1/3/1) | —                    | -,27-28,49, -,-,-,25 | 12,-,27-28, 41-42,- | 64-66,27, 21-22,10,4, 13-15,25-26 | 43-44,27-28, 21-22,27-30, 23,21,4-5, 15,45-46 | 9,25,21-22, 12,12,14 | 13,7,11,29-30, 11,6,32,10 | 10-11,-,15,9,7, 6,16,13 | 21-23,22, 27-27,18, 11-12 | 28,11,14,15, 12,8,14 | 29-30,9,8, · 23-24,, · 39-40,5 | ,4,8,,6,,     |
|                     |                      |                      |                     |                                   |                                               |                      |                           |                         |                           |                      |                                |               |
| Kombinace           | —                    | —                    | 17                  | —                                 | —                                             | —                    | —                         | —                       | —                         | —                    | 24                             |               |

* poznámka: nalevo jsou poslední závody v roce
| Adidas Rockstars | Adidas Rockstars |
| Rok              | 2016             |
| ---------------- | ---------------- |
| Bouldering       | 6                |

| Mistrovství Evropy | Mistrovství Evropy | Mistrovství Evropy | Mistrovství Evropy | Mistrovství Evropy |
| Rok                | 2010               | 2013               | 2015               | 2017               |
| ------------------ | ------------------ | ------------------ | ------------------ | ------------------ |
| Obtížnos           | 38                 | —                  | —                  | 27                 |
| Rychlost           | 31-32              | —                  | —                  | 34                 |
| Bouldering         | 4                  | 31                 | 21-22              | 4                  |

| Mistrovství světa juniorů | Mistrovství světa juniorů | Mistrovství světa juniorů | Mistrovství světa juniorů | Mistrovství světa juniorů | Mistrovství světa juniorů |
| Rok                       | 2004 kat. B               | 2005 kat. B               | 2006 kat. A               | 2008 junioři              | 2009 junioři              |
| ------------------------- | ------------------------- | ------------------------- | ------------------------- | ------------------------- | ------------------------- |
| Obtížnost                 | 26                        | 32                        | 4                         | 19                        | 19                        |
| Rychlost                  | —                         | 2                         | 50                        | 14                        | 13                        |

| Evropský pohár juniorů | Evropský pohár juniorů | Evropský pohár juniorů | Evropský pohár juniorů | Evropský pohár juniorů | Evropský pohár juniorů | Evropský pohár juniorů |
| Rok                    | 2004 kat. B            | 2005 kat. B            | 2006 kat. A            | 2007 kat. A            | 2008 junioři           | 2009 junioři           |
| ---------------------- | ---------------------- | ---------------------- | ---------------------- | ---------------------- | ---------------------- | ---------------------- |
| Obtížnost              | 9                      | 9                      | 13                     | 20                     | 9                      | 18                     |
| jednotlivě*            | 11-12,20,              | 8,7,12,11,6            | 7,26,12,17             | 11,15,22,13            | 13,12,9,22,12          | 11,14,10               |
|                        |                        |                        |                        |                        |                        |                        |
| Rychlost               | —                      | —                      | 1                      | —                      | —                      | —                      |
| jednotlivě*            | —                      | —                      | Zlatá medaile          | —                      | —                      | —                      |

* poznámka: nalevo jsou poslední závody v roce